# All-American Comics
All-American Comics foi a principal revista em quadrinhos da editora All-American Publications, uma das precursoras da DC Comics. Ela contou com um total de 102 edições de 1939 a 1948. Os personagens criados para o título, como o Lanterna Verde, o Átomo, o Tornado Vermelho, Doutor Meia-Noite e Sargon, o Feiticeiro, seriam mais tarde, os pilares da linha de quadrinhos da DC.

## Histórico da publicação
All-American Comics publicou 102 edições de Abril de 1939 até Outubro de 1948.[carece de fontes?] A série foi uma antologia que incluía uma mistura de material novo e reimpressões de tiras de jornais. O roteirista Sheldon Mayer foi apresentado na primeira edição, assim como, Hop Harrigan. O Lanterna Verde da Era de Ouro foi mostrado pela primeira vez pelo escritor Bill Finger e pelo artista Martin Nodell na edição #16 (Julho de 1940). O Átomo da Era de Ouro estreou na #19 (Outubro de 1940) e Mayer criou o Tornado Vermelho original na #20 (Novembro de 1940). O Doutor Meia-Noite teve sua primeira aparição na #25 (Abril de 1941). Alfred Bester e Paulo Reinman criaram o monstruoso super-vilão Solomon Grundy na #61 (Outubro de 1944). Outros histórias incluíram "Toonerville Folks", "Mutt e Jeff" e "Ripley's Believe It or Not!".
A All-American Publications e todos os seus títulos foram adquiridos pela National Periodicals (DC Comics) em 1946. Em resposta à demanda de pedidos por quadrinhos de faroeste, a All-American Comics mudou seu título e formato na #103 (Novembro de 1948) para All-American Western. A série renomeada tinha agora Johnny Trovoada como a história principal. Ela mudou seu título e formato novamente para All-American Men of Warna #127 (Agosto–Setembro de 1952).
Em 1999, um one-shot especial foi criado para ser parte da história "Justice Society Returns."